# ケンブリッジ (オンタリオ州)
ケンブリッジ（英：Cambridge）は、カナダ・オンタリオ州西部・ウォータールー地域にある都市。人口は13万8479人（2021年）。近隣にはキッチナーやウォータールー、ゲルフなどの都市がある。

## 歴史
1973年1月、ガルト市、ヘスピラー町 (en:Hespeler, Ontario)、プレストン町 (en:Preston, Ontario)とブレア村が合併してできた。

## 経済
1086年1月にトヨタ自動車のカナダ法人であるトヨタ・モーター・マニュファクチャリング・カナダ（TMMC）が設立され、1988年11月に工場が操業を開始した。約3,500人を雇用する同市最大の雇用主であり、カローラセダンやRAV4、レクサス・RX、NXなど、北米市場向けの車種を生産している。
カナダ最大の化石燃料や原子力ボイラーメーカーであるバブコック&ウィルコックス社（Babcock & Wilcox）もここケンブリッジを拠点にしている。

## 交通
高速道路401号が街をまたがって走っており、トロントまで1時間、トロント・ピアソン国際空港まで40～45分ほど。

### 公共交通機関
- グランド・リバー交通局 （Grand River Transit）

## 教育
- ウォータールー大学・建築学部 （University of Waterloo School of Architecture）

## ケンブリッジ出身の著名人
- ロブ・デューシー（野球選手）
- スコット・ソーマン（野球選手）
- ロン・シェーバー（フィギュアスケーター）